# Limonium tamarindanum
Limonium tamarindanum är en triftväxtart som beskrevs av Erben. Limonium tamarindanum ingår i släktet rispar, och familjen triftväxter. Inga underarter finns listade i Catalogue of Life.